# 日本索尼音樂娛樂
日本索尼音樂娛樂株式會社是日本跨國綜合企業索尼專責日本國內音樂事業部門的經營統合及控股公司，簡稱為SonyMusic、SME、或SMEJ。1968年創立，之後曾經歷多次企業合併與分割。現在的公司法人成立於2003年4月1日，為索尼全資子公司，總部位於東京麴町。以其為中心組成的日本索尼音樂集團獨立於全球的索尼音樂娛樂體系之外，後者由索尼在美國的事業體主導經營，兩者僅在品牌與公司名稱上共用「Sony Music」名稱，不存在股權關係。

## 歷史
1968年3月1日，索尼與美國哥倫比亞廣播公司（CBS）合資成立CBS索尼（CBS/Sony；成立時名為「CBS索尼唱片」）。此後索尼在日本國內又陸續成立日本史詩唱片、CBS索尼唱片等音樂關聯企業。
1988年1月，在索尼董事長盛田昭夫的主導下，索尼跨海併購CBS旗下的電影與音樂公司，並在同年將旗下日本國內的音樂關聯企業全部併入CBS/Sony。索尼在美國所併購的CBS音樂部門（CBS唱片公司），於1991年更名為索尼音樂娛樂（Sony Music），負責經營索尼在日本以外的全球音樂事業。
1991年4月，CBS/Sony改用現名（索尼音樂娛樂，下稱SME），並於同年11月在東證二部（中小企業板）上市。2000年，SME與索尼交換股權，成為後者的全資子公司，並自東證二部下市。2001年，SME將旗下音樂品牌與音樂製作部門分拆為獨立公司，改以控股公司形式營運。2003年4月1日，SME進行企業重組，公司更名為「株式會社SMEJ」，並同時成立索尼音樂娛樂（SME新公司法人）、索尼文化娛樂（簡稱SCU）兩家子公司；株式會社SMEJ則於同年7月1日併入索尼母公司，使上述兩家公司成為索尼的「親公司」，擁有完整的控制權。2006年12月，索尼文化娛樂併入索尼音樂娛樂。

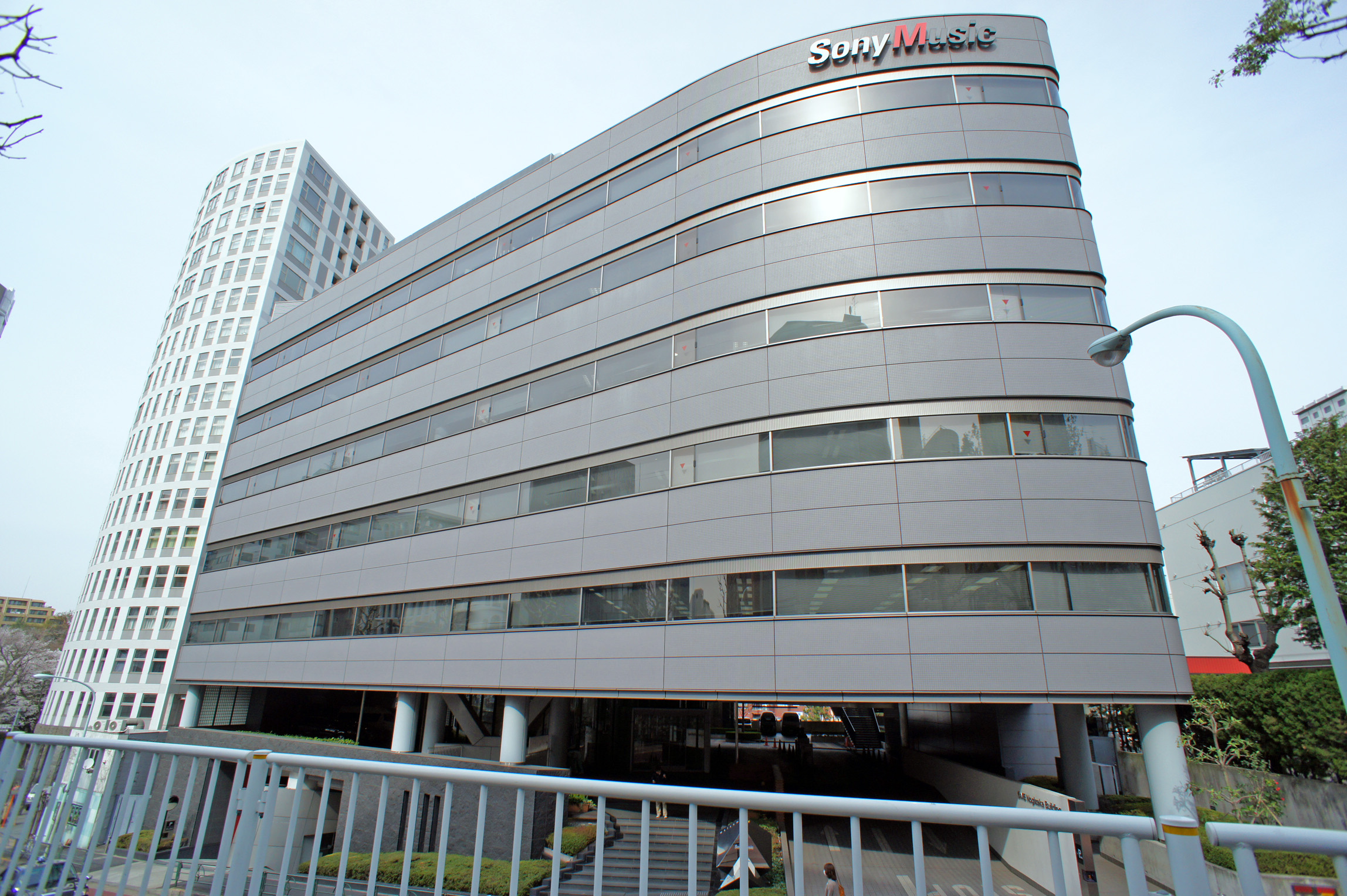
SME乃木坂大樓

由於股權分開的緣故，索尼音樂的全球體系在2000年後的一系列企業整併，與日本索尼音樂集團沒有直接關係。索尼音樂的全球體系與博德曼音樂（BMG）在2004年11月合併為索尼博德曼時，BMG的日本子公司「BMG Fun House」直屬於全球的索尼博德曼體系，隔年更名為「日本博德曼音樂」（BMG JAPAN）。2008年8月5日，索尼宣布收購博德曼所持有的索尼博德曼50%股權，並於10月1日正式生效，索尼博德曼成為美國索尼的全資子公司，並更名回「索尼音樂娛樂」；日本博德曼音樂撥歸日本索尼音樂集團擁有及管理，之後因公司部門分割重組而在2009年10月解散。
2017年10月，日本索尼音乐宣布成立游戏发行公司“Unties”，并以此品牌在PlayStation 4、PlayStation VR，甚至任天堂Switch和PC上发行游戏，发行的作品以独立游戏为主。

## 現轄子公司
備註：下列有標註“※”的公司為舊索尼文化娛樂股份公司旗下子公司。

### 品牌事業群
- 索尼音樂品牌
- 索尼音樂直銷（日语：ソニー・ミュージックダイレクト）（由前索尼音樂之家（Sony Music Home）改制而成。主要負責老作品的再版及郵購，有時也以作為廠牌。其產品使用MH為編號，意為。）

#### 索尼音樂品牌
2014年4月1日，索尼音樂娛樂旗下8家音樂廠牌整合並重組為索尼音樂品牌公司，以取代原來的索尼音樂唱片公司（Sony Music Record）。

##### 旗下廠牌
Sony Music Records
前身為1968年3月由索尼與CBS合併而成的“CBS/Sony公司”。2001年10月被索尼音樂娛樂所成立的同名製作公司合併。
SME Records
1998年成立，業務涵蓋J-Pop的偶像派及實力派歌手。原為索尼音樂唱片旗下子廠牌，2003年4月成為獨立廠牌。
SACRA MUSIC
2017年成立。主要針對動畫主題曲，以及那些不僅活躍在日本同時也活躍在海外藝人的唱片。
Ariola Japan
2009年成立。由原博德曼日本在日本國內業務改組而成，主要承擔J-Pop中的個性派藝人作品的發行。
史詩唱片日本（EPIC Records Japan）
1978年成立。前身為史詩索尼唱片。主要承擔J-Pop中的實力派藝人作品的發行。
史詩JYP（Epic JYP）
主要承擔JYP娛樂旗下藝人作品的發行。
Ki/oon Music
1992年成立。前身為Ki/oon Sony，主要承擔獨立音樂及搖滾音樂藝人的作品發行。
Sony Music Associated Records
1998年成立，業務涵蓋J-Pop的偶像派及實力派歌手。同時也涉及跨界藝人的作品。
日本索尼音樂國際（Sony Music Japan International）
2001年成立。主要負責索尼音樂娛樂發行的音樂在日本的發行權。
索尼音樂行銷（Sony Music Marketing Inc.）
2001年成立。負責娛樂軟件的發行與銷售。
THE FIRST TAKE MUSIC
2020年成立。負責THE FIRST TAKE频道相关作品的发行。

### 視聽事業群
- 株式會社※
  - A-1 Pictures※
    - CloverWorks

  - Quatro A※
  - 美國娛樂
  - 安尼普（上海）文化藝術有限公司
  - Funimation （95%，与索尼影视娱乐共同持有）
    - Crunchyroll
- 索尼創意產品公司（日语：ソニー・クリエイティブプロダクツ）※

### 網媒事業群
- M-ON!娛樂（日语：エムオン・エンタテインメント）（負責日本專業音樂頻道“MUSIC ON! TV（日语：MUSIC ON! TV）”的運營事務）※
- Label Gate（日语：レーベルゲート）

## 外部連結
- 官方网站（日語）
- 日本索尼音樂企業網站 （页面存档备份，存于）（日語）